# Dawud Pascià di Baghdad
Dawud Pascià (in arabo داود باشا‎?; in turco Davud Pasha; in georgiano დაუდ ფაშა?; ... – 1851) è stato un militare e politico georgiano, fu l'ultimo governatore dei mamelucchi iracheni, in carica dal 1816 al 1831.

## Biografia
Dawud prese il potere a Baghdad nel 1816. Tra i suoi primi atti ufficiali vi fu la fondazione del primo giornale iracheno, il Journal Iraq.
Approfittando, come i suoi predecessori, della lontananza dal centro di potere ottomano, Dawud portò avanti una politica espansionistica volta a fare di lui un sovrano indipendente.

Nel biennio 1818-1819, Dawud iniziò ad operare nel kurdistan iracheno per ricondurre all'obbedienza le tribù locali, sottomessesi allo Scià di Persia. La manovra aveva allarmato la Compagnia britannica delle Indie orientali che era intervenuta presso il Pascià in cerca di un accomodamento. All'aggressivo diniego di Dawud (abolizione dei privilegi commerciali precedentemente concessi alla Compagnia; confisca della sede di Baghdad; imprigionamento degli agenti locali - principalmente persiani -), la Compagnia rispose inviando navi da guerra nel Tigri e tagliando i collegamenti tra Baghdad e Bassora. La situazione si risolse solo nel 1821, quando il Pascià ed i britannici posero fine alla contesa. Dawdud passò a questo punto all'assalto diretto dei filo-persiani curdi, dando al principe ereditario di Persia, Abbas Mirza, il pretesto per testare contro di lui il nuovo esercito dello Scià, modernazzato su modello britannico nel corso del precedente quinquennio. Le forze d'invasione mamelucche vennero stroncate e le armate di Mirza cinsero d'assedio Dawud a Baghdad, mentre lo Scià ordinava l'invasione del Azerbaigian aprendo la nuova guerra tra la Persia e l'Impero ottomano. Mentre Mirza distruggeva le truppe del sultano Mahmud II nella battaglia di Erzurum, Dawud si salvò grazie alla fortunosa morte del comandante persiano sotto le mura di Baghdad, al cui decesso fece seguito la fine dell'assedio.
Nel 1830, il sultano Mahmud convocò a Costantinopoli Dawud ma il mamelucco fece incarcerare e poi decapitare l'inviato della Porta. Il sultano inviò allora in Iraq Ali Rida Pascià da Aleppo che conquistò Baghdad dopo un lungo assedio (1831) e depose formalmente Dawud.